# Demetrio de Alopece
Demetrio de Alopece (en griego: Δημήτριος; 425 a. C. - 355 a. C.) fue un escultor de la antigua Grecia de principios del siglo IV a. C., de quien los críticos antiguos dicen que destacaba por el realismo de sus estatuas, principalmente retratos en bronce como los del hiparco Simón, un contemporáneo de Aristófanes, y la sacerdotisa ateniense Lisímaca. Su retrato de Pelico, un general corintio, "con gorda panza y cabeza calva, vistiendo un manto que lo dejaba medio expuesto, la barba despeinada ondeando al viento, y venas prominentes", fue admirado por Luciano. Esto era contrastado con Cresilas, un escultor idealizante de la generación anterior. Sin embargo, las peculiaridades mencionadas por Luciano no aparecen en la retratística griega antes del siglo III a. C., y dado que el arte griego del siglo IV a. C. estaba todavía orientado al idealismo, parece que él sería el iniciador del camino hacia un mayor realismo.
Los años de actividad de Demetrio están confirmados por inscripciones encontradas en la Acropolis ateniense. Los historiadores del arte creyeron reconocer el retrato de Lisímaca, recordado por Plinio en su Historia Natural en una cabeza de mármol ataviada con bandas sacerdotales en el Museo Británico de Londres. Consideraciones estilísticas vincularon luego otras estatuas, como el retrato del rey Arquídamo en el Museo Arqueológico Nacional de Nápoles y la estatua de un boxeador en el Museo Nacional Romano. Plinio también menciona otra obra de Demetrio, una Atenea con gorgoneion y égida.